# The Replacements (desenho animado)
Os substitutos (no original: The Replacements) é uma série de desenho animado estadunidense. Produzida e exibida pela Disney Channel, a série estreou em 28 de julho de 2006, sendo cancelada em 30 de março de 2009. Deixou de ser exibida pelo DC Brasil em 2012, quando era transmitida às 5h[carece de fontes?].

## Enredo
Os substitutos conta a história de Todd e Riley, dois irmãos órfãos que leem uma propaganda no jornal e ligam para a empresa. Ganham como pais uma espiã, Agente K, e um dublê atrapalhado, Dick Darwing, por apenas $ 1,98.
Ganham um telefone celular com o qual podem fazer ligações para Conrad, atendente da Fleen Co., que substitui tudo, desde objetos até pessoas. Vão entrando em confusões astronômicas em cada episódio, substituindo as coisas mais loucas, e aprendendo duras lições da pior maneira. Estes quatro, juntamente com um carro que fala e pensa, vão formar uma família muito especial: louca mas ao mesmo tempo adorável.

## Personagens Principais

### Todd Daring
É um garoto de 11 anos muito divertido, que adora fazer substituições de última hora. Ele gosta dos comediantes Goober e T-Bone e odeia J.J Baker. É inimigo de Buzz, que tenta sempre deixa-lo para baixo. Ele é irmão de Riley e tem Jacobo como seu melhor amigo, álem de ser amigo do nerd, Shelton.

### Riley Daring
É uma adolescente de 13 anos que adora ir à shows de rock e de Baseball com seu namorado. Ela é muito esquecida, e em um dos episódios, Buzz encotrou o celular dela e começou a fazer substituições. É fã de J.J Baker e suas melhores amigas são Tasumi e Abby. Riley odeia Sierra Jones, sua rival marcada.

### Agente K
É a mãe adotiva de Todd e Riley, é uma agente secreta. É a proprietária do carro. Gosta de exagerar nas situações. E todos os electrótomesticos (o sofá, o microondas, a chaminé e até a máquina de lavar a  roupa) da casa são uma das suas saídas secretas

### Dick Daring
É um Duble, não se dá bem com o carro. É o pai adotivo de Riley e Todd e marido da Agente K.

### Car(ro)
É o carro da família, tem várias utilidades, como: avião, barco etc. Não gosta de Dick Darwing, consegue falar, pensar etc.

### Conrad
É o atendente da Fleen Co. e ajuda Todd e Riley a resolver seus problemas, substituindo tudo que eles pedem. No último episódio, é divulgado que é o tio pérdido de Todd e Riley.

## Personagens Recorrentes

### Jacobo
Melhor amigo de Todd, sempre o acompanha em suas confusões. Tem uma certa quedinha por Tasumi a partir da segunda temporada.

### Tasumi
Melhor amiga de Riley e Abby, Tasumi é uma adolescente japonesa de 13 anos que adora filmes de ação. Sempre está vestida com um roupão de metal, mas no primeiro episódio da segunda temporada da série, O Segredinho da Tasumi, ela retira o roupão e passa a vestir-se como uma adolescente comum.

### Abby Morris
Metida e patricinha, Abby é amiga de Riley e Tasumi. Rica e mimada, Abby se acha melhor do que todos, mas apesar disso é uma ótima garota.

### Buzz
Buzz é um pré-adolescente bagunceiro de 11 anos que estuda na mesma turma de Todd e Jacobo, sempre apronta com eles e é inimigo marcado de Todd. É apaixonado por Sierra, rival de Riley.

### Sierra Jones
Inimiga de Riley Darwing, Sierra é patricinha, mimada, riquinha e adora humilhar Riley e Tasumi em diversas ocasiões. Aparece somente em dois episódios da primeira temporada e em diversos episódios na segunda temporada, que tenta separar Riley e Johnny.

### Shelton klutsberry
É um nerd e intelictual aluno, e colega de Todd e Jacobo. Shelton está sempre preocupado com a escola, e deveres, sendo tachado por todos como nerd. Shelton é um pouco anti-social, além de ser muito medroso, e tem alergia á diversas coisas.

### Johnny Histswell
É um garoto muito popular e bonito, super paquerador e sonho de consumo de diversas garotas, entre elas Riley, que é muito apaixonada por ele, e os dois começam a namorar na segunda temporada, e outra também é Sierra, uma patricinha que vive em cima dele. Johnny é elegante, atraente e estiloso, além de se dar bem com Todd e Jacobo.